# Flèche de Fedotov
Pour les articles homonymes, voir Fedotov.
La flèche de Fedotov (en ukrainien et russe : Федотова коса) est une flèche littorale d'Ukraine sur la mer d'Azov, dans l'oblast de Zaporijjia.

## Géographie

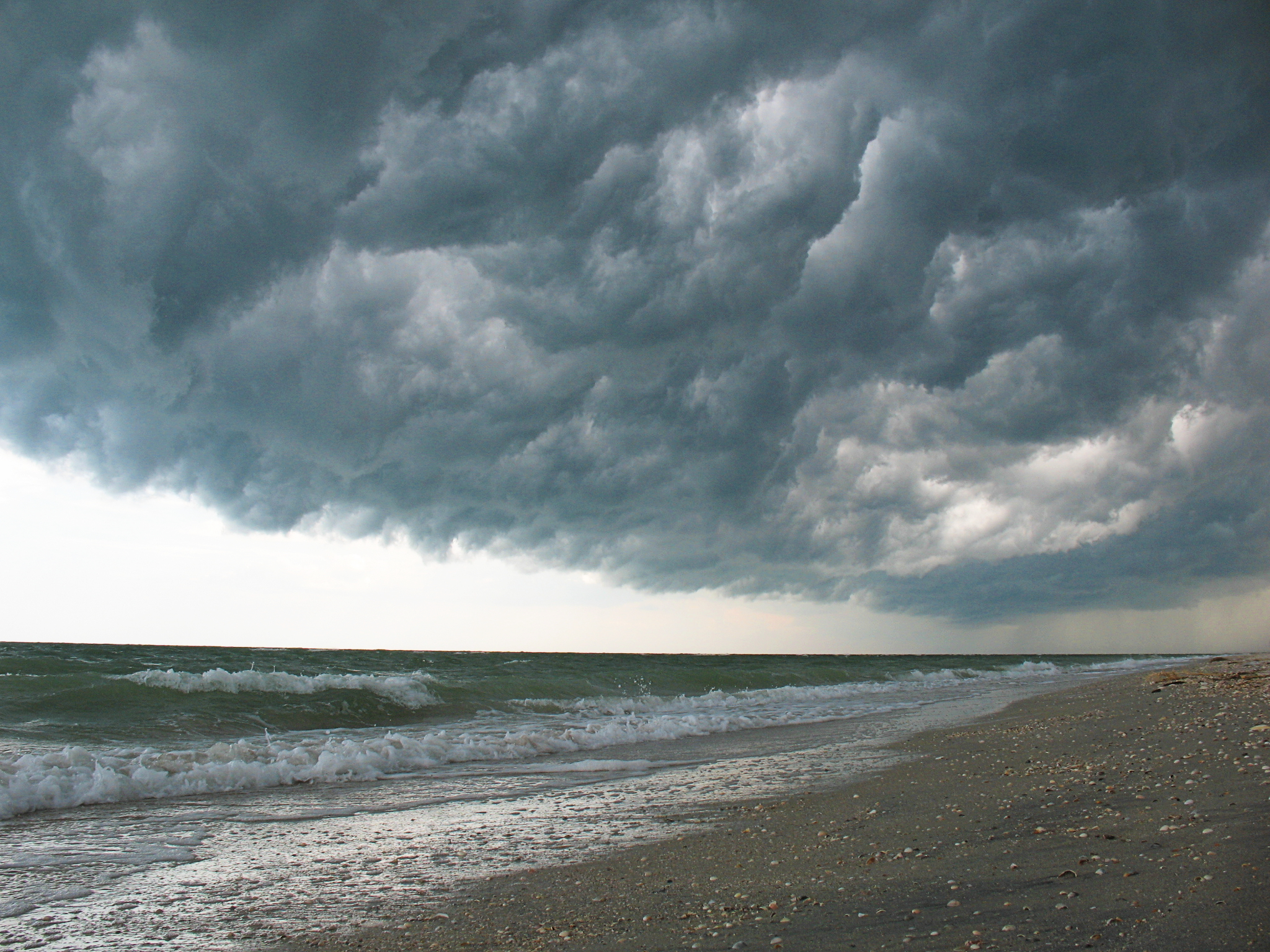
Sous un ciel d'orage.

La flèche sépare le liman d'Outlioutski (ru) de la mer d'Azov. 
Elle est longue de 45 kilomètres avec l'île de Byrioutchiy et large de 0,2 kilomètres aux endroits les plus étroits. Lors de grandes tempêtes, ces parties étroites peuvent être emportées et laisser des chenaux libres. La flèche se compose de sable, vase et résidus de coquillages.
Une végétation typique de la steppe y existe et l'ensemble est classé comme partie du Parc national de Pryazovske depuis 2010.